# Universal (Willisau)
Helvetia en Universal zijn Zwitserse historische merken van motorfietsen van dezelfde fabrikant.
De bedrijfsnaam was: Universal AG Mechanische Werkstätte, Willisau (Luzern), later Zuerich-Oberrieden.
Dr. Antonio Vedova begon in 1928 met de productie van motorfietsjes met 170cc-inbouwmotoren van de firma Praillet & Antoine uit Herstal. Die samenwerking was echter geen lang leven beschoren, want P&A werd in hetzelfde jaar overgenomen door H. Caubergs en F. de Keersmaeker uit Antwerpen. Die zetten de plaatselijke motorfietsproductie nog even voort, maar maakten geen eigen motorblokken meer.
Vedova gooide het roer om en ging onder de merknaam "Universal" zwaardere motorfietsen bouwen met inbouwmotoren van JAP-, Python-, Anzani-, ILO- en andere blokken tot 1000 cc.
Vanaf 1936 produceerde men eigen V-twins voor het leger. Na de Tweede Wereldoorlog kwamen er op BMW’s gelijkende kop- en zijklep-boxermotoren met cardanaandrijving en een 246cc-eencilinder-kopklepper.
De productie werd in 1964 beëindigd.
- Voor andere merken met de naam Universal, zie Universal (Dresden) - Universal (Rome).